# Rhampholeon nchisiensis
Rhampholeon nchisiensis este o specie de cameleoni din genul Rhampholeon, familia Chamaeleonidae, descrisă de Loveridge 1953. Conform Catalogue of Life specia Rhampholeon nchisiensis nu are subspecii cunoscute.